# وزارة المالية والتنمية الاقتصادية (موريشيوس)
وزارة المالية والتنمية الاقتصادية في موريشيوس هي إدارة وزارية موجودة في مجلس وزراء حكومة الجمهورية. وتعتبر الوزارة الأكثر أهمية في مجلس الوزراء بعد مكتب رئيس الوزراء. وزير المالية هو المنصب المرغوب فيه أكثر في مجلس الوزراء في البلاد باستثناء رئيس الوزراء. في معظم الأحيان يكون نائب رئيس الوزراء أو أي عضو كبير آخر في مجلس الوزراء. تم إنشاؤها مع مجلس الوزراء في 7 يوليو 1968، ومنذ ذلك الحين وهي موجودة في مجلس الوزراء.
وهناك أقسام أخرى تندرج تحت رعاية المكتب مثل التنمية الاقتصادية أو التمكين. ولا ينبغي الخلط بين الوزارة ووزير التخطيط الاقتصادي، حيث أن وزير المالية هو المسؤول الوحيد عن الموازنة السنوية للأعمال الحكومية والبرلمانية. الوزير الحالي هو رينجانادن باداياتشي الذي تولى منصبه اعتبارًا من 12 نوفمبر 2019.